# نافاكيسيرا
بلدية نافاكيسيرا (بالإسبانية: Navaquesera) هي بلدية تقع في مقاطعة آبلة التابعة لمنطقة قشتالة وليون وسط إسبانيا.

## الديموغرافيا
بلغ عدد سكان بلدية نافاكيسيرا 35 نسمة عام 2011 (وفقاً للمعهد الوطني للإحصاء الإسباني).
| 44 | 64 | 55 | 42 | 42 | 32 | 35 |